# VIII Brigada Aérea
La VIII Brigada Aérea (VIII BA) fue una unidad de combate de la Fuerza Aérea Argentina en Moreno, Provincia de Buenos Aires.
Se genera en 1976 como brigada aérea de caza sobre la ex BAM "Mariano Moreno", con un lote de interceptores supersónicos Mirage M-III EA/DA de fabricación francesa. Su misión principal fue la defensa del espacio aéreo nacional, en el marco del Comando Aéreo de Defensa (CAD). Es disuelta hacia 1988 y sus medios re-asignados a la VI Brigada Aérea de Tandil.

## Historia
El 7 de diciembre de 1971 se creó el Escuadrón Mariano Moreno. El 21 de septiembre de 1973 se creó la Base Aérea Militar Mariano Moreno al tiempo que el Escuadrón Mariano Moreno pasaba a ser el Escuadrón I de Caza Interceptora, dotado de flamantes aviones Mirage IIIEA y IIIDA.
El 5 de enero de 1976 el Escuadrón I se renombró como Grupo 8 de Operaciones y eventualmente adoptó el nombre definitivo de Grupo 8 de Caza.
El 5 de septiembre de 1972 llegó el primer Dassault Mirage III para la Fuerza Aérea Argentina, de 14 unidades compradas en el año 1967 a Dassault Aviation para complementar a sus F-86 Sabre y reemplazar a sus Gloster Meteor. Estos aviones inicialmente fueron asignados al Escuadrón 1 de Caza Interceptora. Tenía asiento en la Base Aérea Militar Mariano Moreno, la cual en 1976 se convertiría, por su importancia, en la VIII Brigada Aérea. Los Mirage fueron encuadrados en el Grupo 8 de Operaciones, después renombrado Grupo 8 de Caza.
En 1982 combatieron en la guerra de las Malvinas volando en misiones de intercepción, escolta, señuelo, exploración y patrulla aérea de combate, terminando 47 misiones y nueve salidas de distracción.
En el año 1988 se concentraron todos los aviones de la familia Mirage en el Grupo 6 de Caza de la VI Brigada Aérea, donde permanecerían hasta el final de su carrera operativa el 29 de noviembre de 2015, cuando fueron retirados definitivamente. De esta forma se disolvió la VIII Brigada Aérea el 7 de marzo de 1988.

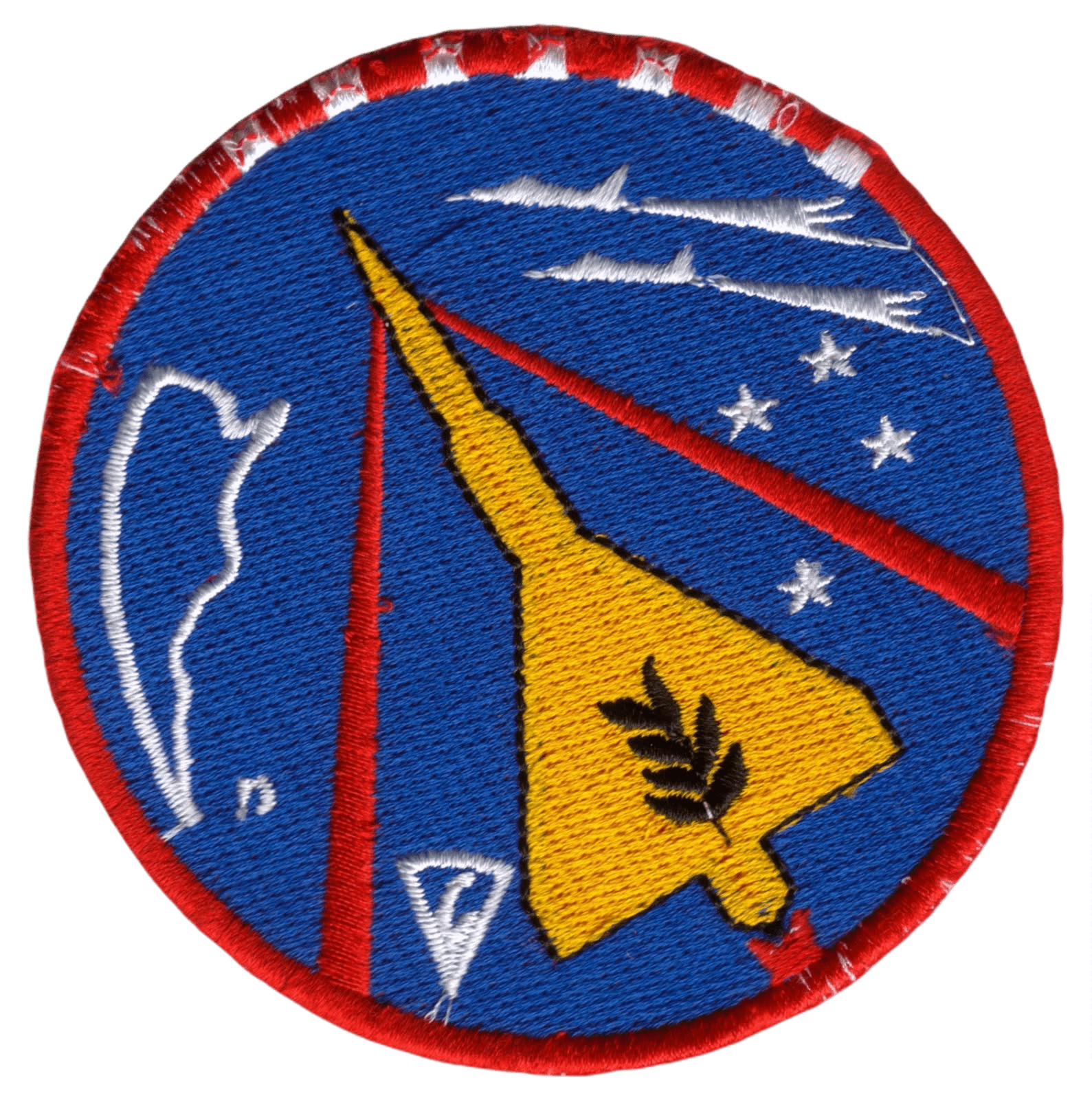
Escuadrón II - Mirage IIIEA
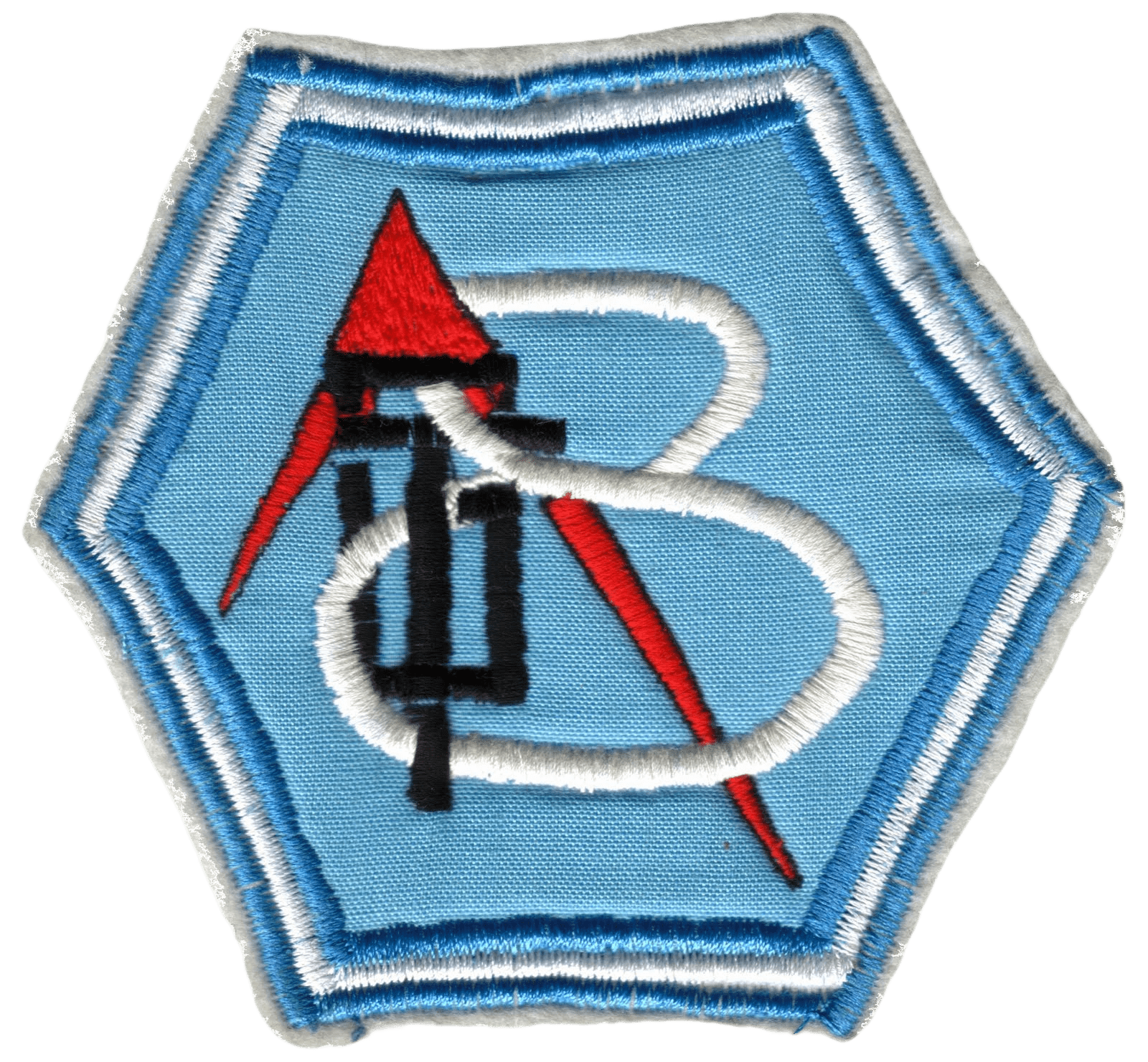
VIII BA Grupo Técnico 8
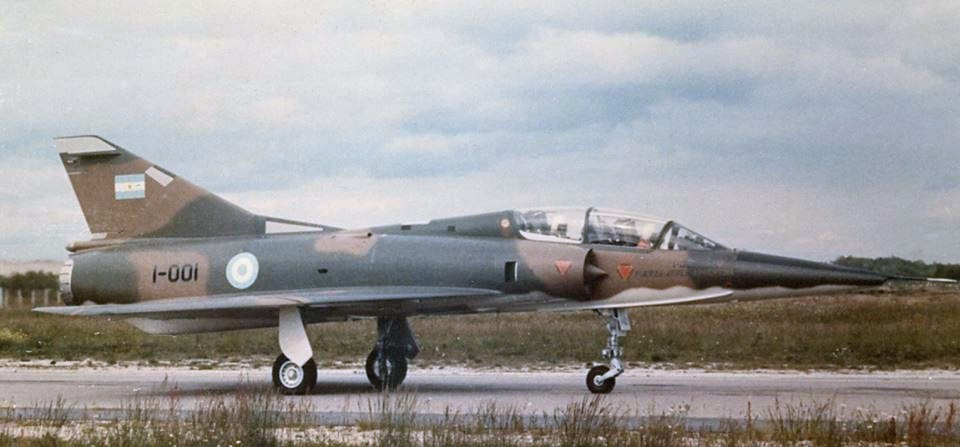
Mirage IIIDA